# Glossotrophia arenacea
Glossotrophia arenacea là một loài bướm đêm trong họ Geometridae.